# Bafra

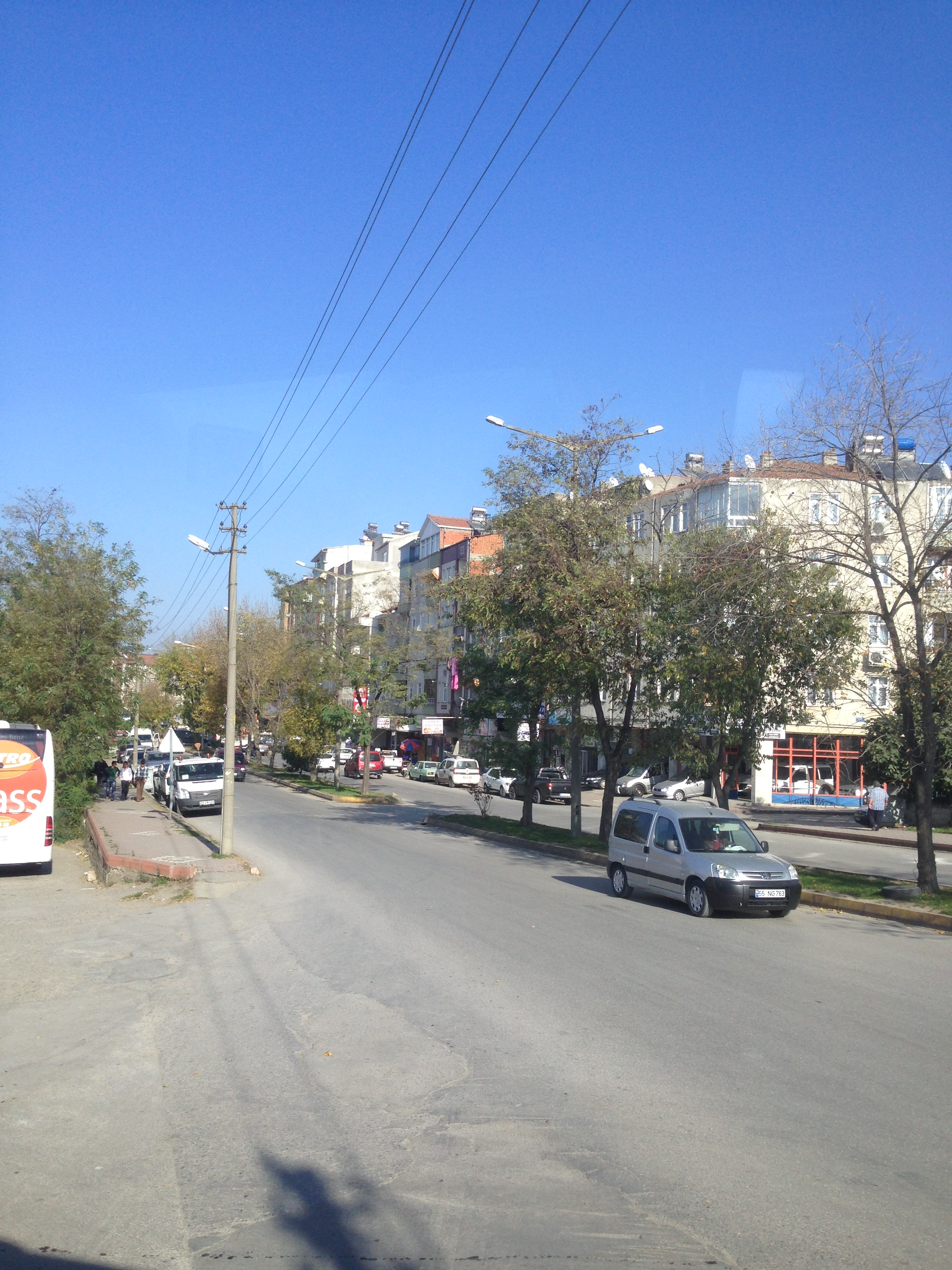
A view of Bafra district

Bafra este un oraș din Turcia.